# Pezdir
Pezdir je priimek več znanih Slovencev:
- Alojz Pezdir, dr. prava, domobranski poročnik
- Franc Pezdir (1914-1945), domobranski kurat
- Ivan Pezdir, pedvojni trgovec v Ljubljani
- Rado Pezdir (*1976), ekonomist, publicist in aktivist
- Slavko Pezdir (*1951), kulturni novinar